# 백작들의 도피

도피 경로.

백작들의 도피(아일랜드어: Teitheamh na nIarlaí, 영어: Flight of the Earls)는 1607년 9월 티론 백작 이 모르 오 넬과 티르코넬 백작 루드라거 오 돔날이 90여 명의 추종자와 함께 아일랜드를 떠나 유럽 대륙으로 간 사건이다. 아일랜드에서 원주민인 게일인 귀족들의 통치가 영구적으로 끝장난 사건으로서, 아일랜드 역사의 한 분수령으로 평가받는다.
이 사건을 "도피"라고 부르는 것은 찰스 패트릭 미헌 신부가 1868년 간행한 책에서 처음 사용한 표현이다.
1602년 킨세일 공성전의 패배로 이 오 넬과 이 루어 오 돔날(루드라거의 형)은 1602년 1월 국외로 추방당했다. 이듬해인 1603년 9년 전쟁이 찰스 블라운트 마운트조이 남작이 지휘하는 아일랜드 왕국(잉글랜드 국왕이 그 왕을 겸함)의 승리로 끝나고, 게일인 군주들은 토지와 작위는 보존했으나 위신과 권위가 크게 실추되었다. 한편 시골 지역은 1602년의 초토화로 인해 1603년에 심각한 기근을 겪었다. 오 넬은 1603년 3월 멜리폰트 조약에서 아일랜드 왕권에 복종하는 조건으로 사면받았다.
1603년 잉글랜드/아일랜드의 왕위에 오른 제임스 1세는 반란을 일으켰던 게일인 귀족들과 그 반란군들에 대한 사면을 발표했다. 동시에 스코틀랜드의 제임스 6세이기도 했던 그는, 스코틀랜드 고지의 씨족장들과의 협치의 경험으로 원주민 씨족들과 공존하는 것의 이점을 알고 있었기 때문이다. 그러나 이 조치로 인해 이 오 넬은 아일랜드의 전통법제도인 페나하스를 포기하고 영국식 법제도를 받아들인 사촌들과 이웃들에게 상당한 양의 땅을 빼앗기게 되었다. 이것은 딱히 새로 도입된 정책도 아니었고, 튜더조의 아일랜드 정복 이래로 빈번히 이루어져 이해가 이루어지던 것이었다.
1602년 9월 10일, 티르 코날의 마지막 왕 이 루어 오 돔날은 망명지인 에스파냐에서 죽었는데 암살당했다고도 한다. 그 동생인 루드라거 오 돔날이 돔날씨의 씨족장 지위를 계승했다. 1603년 9월 4일 제임스 1세는 루드라거에게 티르코넬 백작 작위를 주었고 1604년 2월 10일 옛 티르 코날 자리에 예전보다는 줄어든 땅을 주었다.
1605년, 아일랜드의 국왕대행경으로 새로 부임한 아서 치체스터는 이 두 백작과 막 기러씨의 자유를 침해하기 시작했다. 특히 오 넬씨의 중요 봉신이었던 오 카한씨 씨족장에게 북얼스터 땅을 주면서 오 넬씨의 권위를 약화시키려 했다. 오 넬씨는 이 결정에 승복하지 않으면 반역죄로 다스릴 것이라는 통첩을 받았다. 같은 해 영국 본국에서 화약음모사건이 터지면서 천주교도가 국왕과 교황에게 동시에 충성하기 어려워지는 악재도 겹쳤다. 더블린 행정부가 노골적으로 오 카한씨의 편만 들자 이 오 넬은 1607년 제임스 1세를 알현하면서 런던의 추밀원에 탄원하려 했지만 뜻을 이루지 못했다.
1607년 들면 오 넬씨, 막 기러씨, 오 돔날씨는 수입의 부족으로 인해 위신을 유지하기 힘들 지경에 이르렀다. 그들은 천주교 국가인 에스파냐의 지원을 끌어들이려는 음모를 꾸몄고, 체포를 피할 겸 대륙에서 에스파냐의 도움을 받아 아일랜드를 침공할 군대를 모집할 겸 대륙으로 도피했던 것이다. 그러나 그들은 지브롤터 해전에서 에스파냐 함대가 네덜란드 함대에게 격멸당했다는 소식을 미처 듣지 못했다. 또한 1604년 런던 조약 이래로 에스파냐 국왕 펠리페 3세는 잉글랜드 스튜어트조와 평화를 유지하기를 원했고, 성사되지는 않았지만 사돈을 맺으려 하기까지 했다. 심지어 1598년 이래로 에스파냐 재정은 파산 상태였다. 이 오 넬은 이런 현실을 받아들이지 못하고 이탈리아에 머물면서 계속 아일랜드 상륙작전을 꾸미기를 고집하다가 1616년 망명지에서 객사했다.